# 西尔维奥·埃尔南德斯
西尔维奥·埃尔南德斯·德尔巴列（西班牙語：Silvio Hernández del Valle，1908年12月31日—1984年3月20日），生于韦拉克鲁斯，墨西哥男子篮球运动员。他曾代表墨西哥获得1936年夏季奥运会篮球比赛男子铜牌。